# Fitzen
Fitzen er en kommune i det nordlige Tyskland, beliggende i Amt Büchen under Kreis Herzogtum Lauenburg. Kreis Herzogtum Lauenburg ligger i delstaten Slesvig-Holsten.

## Geografi
Kommunen ligger ca. 14 km nord for Lauenburg og ca. 13 km syd for Mölln. Den grænser mod nord og vest til Elbe-Lübeck-Kanal, der kan krydses med en færge ved Siebeneichen.